# Processo industrial

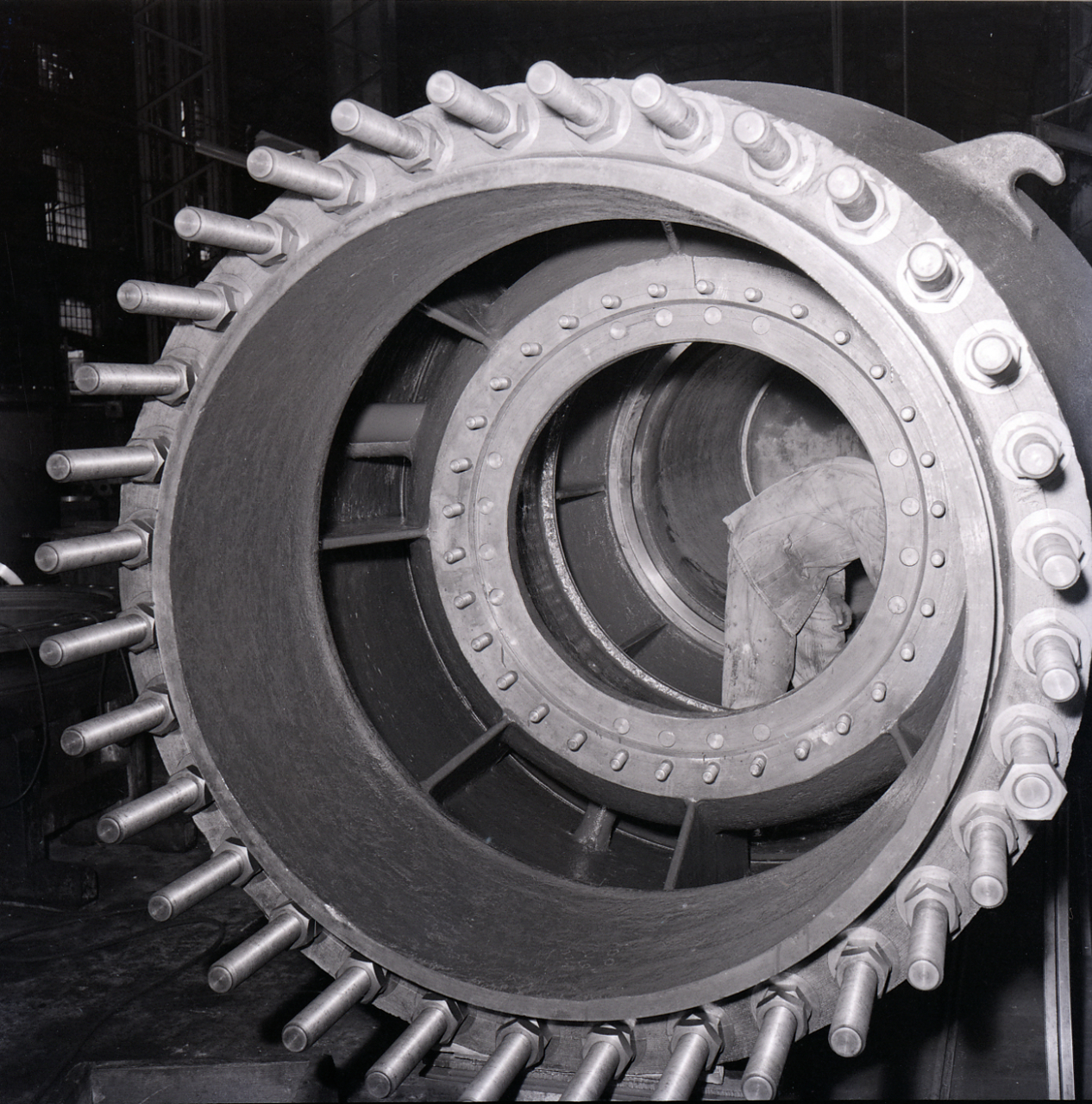
Processo industrial. Paolo Monti, 1958.

Processos industriais são procedimentos envolvendo passos químicos ou mecânicos que fazem parte da manufatura de um ou vários itens, usualmente em grande escala.
Processos industriais são os componentes chave da indústria pesada.
A maioria dos processos fazem a produção de material extremamente barato, que por outro lado seria extremamente dispendioso, tornando-o então uma "commodity"; i.e.o processo o faz economicamente praticável de ser usado em grandes quantidades pela sociedade, em maquinário, ou uma substancial quantidade de matérias primas brutas em comparação com os processos por batelada ou mais artesanais (um exemplo máximo disto é o vidro plano, que originalmente era caríssimo e produzido em pequenas quantidades, e hoje é produzido continuamente em vastas quantidades a custo baixo, permitindo o seu uso inclusive como material de construção extensivo). A produção de um material específico pode envolver mais que um tipo de processo. A maioria dos processos industriais resultam tanto em produtos desejados finais quanto em sub-produtos, muitos dos quais são tóxicos, perigosos, ou de difícil tratamento posterior para serem eliminados. Muito poucos processos são "auto-contidos", permitindo o total aproveitamento de seus produtos e pouquíssimo tratamento de seus subprodutos e resíduos.
É usual, no setor de engenharia, o uso da expressão planta industrial e muitas vezes apenas planta, com o significado de uma unidade industrial, ou mesmo setor dentro de uma indústria, que realize algum processo específico (por exemplo: planta de fundição, planta de moldagem, planta de extrusão, planta de estamparia, planta de laminação, etc).

## Processos gerais
Estes podem ser aplicados sobre eles próprios (seus próprios produtos), ou como parte de um processo maior:
- Liquefação de gases para a facilidade de transporte.
- Secagem supercrítica e liofilização, para a remoção de líquidos, sejam em excesso ou totalmente.
- Absorção e lavagem de gases, para a remoção de poluentes ou mesmo produtos gasosos que tem de ser convertidos em soluções líquidas.

Estes processos também são tratados na indústria química como algumas das operações unitárias.

## Reconformação
Existem diversos processos para modificar as formas de um material por corte, dobra, compactação ou polimento, desenvolvidos para grande escala a partir de técnicas oriundas de oficinas.
- Forja - reconformação de metais por meio de calor e martelamento. Exemplo: canos de canhões.
- Fundição - conformação de metal por fusão, posterior colocação em moldes e solidificação. Exemplo: blocos de motores antes de seu posterior processamento.
- Injeção - conformação de polímeros e diversos metais e ligas por injeção a quente num molde ou matriz. Exemplo: peças plásticas diversas, como brinquedos e utensílios de cozinha.
- Lapidação - obtenção de faces novas por desgaste do material (o termo é mais adequado a materiais rígidos e frágeis, como as pedras). Exemplo: pedras preciosas e cristais para bijouterias.
- Esmerilhamento e retificação - aplicação de abrasivos mecanicamente a materiais, como os metais, buscando o desgaste ou acabamento mais fino. Exemplo: ferramentas manuais diversas.
- Usinagem - o corte mecânico com conformação de metal ou outros materiais. Exemplo: peças de motores de combustão interna
- Polimento - obtenção de textura mais lisa em superfícies ásperas. Exemplo: pedras para decoração e acabamento em arquitetura, sejam pisos ou paredes.
- Estampagem - a produção de peças a partir de uma lâmina, chapa ou rolo, por recorte numa perfuração. Exemplo extremamente simples: as arruelas para parafusos.
- Moldagem a frio - similar a estampagem e muitas vezes correlata no processo com aquela, mas obtendo a deformação da peça de uma superfície plana em uma superfície gerando cavidades, obtendo um volume. Exemplo: peças da lataria de veículos.
- Rotomoldagem - tipo de torneamento de discos de por exemplo, alumínio, visando a produção de peças sobre um molde ou até determinada deformação sempre próxima do cilíndrico. Exemplo: panelas de alumínio.
- Cunhagem - similar a moldagem a frio, mas por meio de proximidade de um comportamento plástico de um metal pela aplicação de pressão, moldando-se viscosamente a um cunho (correspondente ao molde, mas produzindo a deformação por extrema pressão). Exemplo fundamental: moedas.
- Hidroformagem - a produção de peças por expansão em um molde por pressão.
- Vácuoformagem - similar a hidroformagem, mas com a produção de peças pela formação de vácuo num dos lados, propiciando a ação da pressão atmosférica do outro. Exemplo: peças de acrílico a partir de lâminas deste material e blisters de embalagens.
- Jateamento - a limpeza, mudança de textura ou gravação de uma substância por aplicação de um jato de ar carregando material abrasivo ou colisivo. Exemplo: vidro jateado
- Soldagem - diversos processos de junção de metais, tanto a baixas quanto a altas temperaturas por um outro metal ou liga. Exemplo: grande parte da indústria eletrônica, na junção dos componentes eletrônicos nos circuitos a baixa temperatura e a indústria naval e mecânica de grande escala, a alta.[3]
- Endurecimento por precipitação - tratamento térmico visando o endurecimento de materiais moles.
- Encruamento e têmpera térmica - tratamentos térmicos visando a obtenção de dureza em metais e ligas, assim como obtenção de tensões adequadas em peças de outros materiais, como o vidro (no caso, obtenção de vidro temperado).
- Endurecimento de superfície, endurecimento diferencial, martelamento - tratamentos visando o endurecimento de superfície de metais e ligas.
- Extrusão - obtenção de produtos de perfil contínuo e seção transversal constante, como tubos, mangueiras e perfis, a partir de polímeros ou ligas. Exemplo: tubos plásticos diversos, desde mangueiras para aplicação de soro fisiológico até dutos de grande escala.
- Tamboreamento - Processo de tratamento e finalização de superfícies de peças produzidas em série através do friccionamento das peças com chips de diversos materiais abrasivos ou não, para atingir diferentes acabamentos.[4]

## Moldagem
Moldagem por transferência

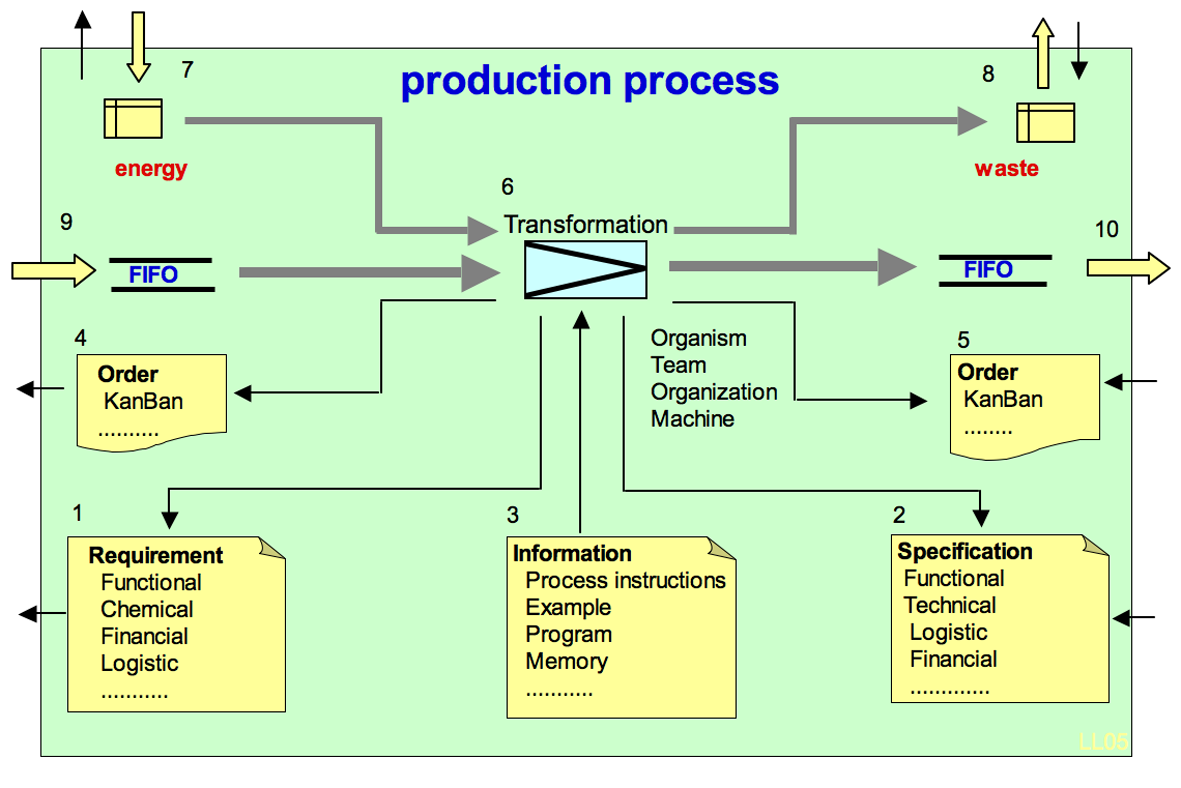
Descrição:Production model, description off

A moldagem por compressão possui um custo reduzido, mas apresenta alguns
inconvenientes, além dos que já foram citados: moldados de parede espessa
geralmente resultam em núcleos mal curados, ou então exigem um tempo excessivo
de moldagem; quando existem grandes variações de espessura nas paredes de uma
peça, as paredes mais finas podem ficar sobrecuradas; inserções delicadas em
moldes complexos são sujeitas a se quebrar facilmente.
A moldagem por transferência pode contornar satisfatoriamente esses
inconvenientes e é uma técnica que consiste, basicamente, em forçar o material
termo endurecível, como termoplásticos (tipo o acrílico) por meio de um êmbolo ou de uma cavidade de carga através de um
canal alimentador, a uma cavidade de moldagem aquecida. Esse processo é
formalmente similar ao processo de moldagem por injeção utilizado para materiais
termoplásticos. Apresenta, sobre a moldagem por compressão, a vantagem de
introduzir no molde o material já plastificado, num estado que lhe permita, mediante
pressão, preencher cada canto do molde, sem forçar excessivamente insertos e
saliências do molde, como ocorre quando se comprime o pó ainda frio. Além disso, a
movimentação do material na câmara e no canal de alimentação assegura a
uniformização de temperatura e elimina as diferenças no estado de cura, em regiões
de paredes delgadas ou espessas. Tem-se, ainda: menores solicitações sobre as
zonas críticas do molde; menores tempos de cura, menores ciclos de moldagem e a
produção de moldados de melhor qualidade, especialmente nas geometrias
complexas.
A figura 7.2 ilustra o processo de moldagem por transferência, de maneira
simplificada.
Figura 7.2. Moldagem por transferência
As temperaturas recomendadas para a moldagem são as mesmas empregadas
na moldagem por compressão (vide tabela 7.1). Para moldados com geometria mais
complexa é empregada menor temperatura, a fim de permitir que o material encha
completamente o molde. Os tempos de cura são aproximadamente os mesmos
recomendados para a moldagem por compressão, para moldados de parede delgada.
Para espessuras maiores adotam-se substanciais reduções no tempo de cura.
A pressão necessária é maior para a moldagem por transferência, variando,
geralmente, entre 80 e 160 MPa na seção transversal do êmbolo da prensa.

## Purificação
É o processo que consiste em separar um determinado contaminante de uma solução, mantendo a concentração deste contaminante nula ou em quantidades mínimas que não venham prejudicar a saúde de pessoas ou poluir o meio ambiente.

## Eletrólise
Consiste em um processo de separação de átomos de uma determinada molécula por meio da passagem de corrente elétrica, por exemplo fazendo eletrólise na água gera uma separação do H2 + O1 que logo vai capturar outro oxigênio no meio e fazer uma ligação gerando O2.

## Ferro e aço
Derretimento do ferro e aços, para a fabricação de instrumentos e objetos, como por exemplo, o processo de fundição para fabricação de blocos de motores.